# Seménivka (Chernígov)
Seménivka (en ucraniano: Семенівка) es una ciudad ucraniana perteneciente al óblast de Chernígov. Situada en el norte del país, forma parte del raión de Nóvgorod-Síverski y es centro del municipio (hromada) homónimo.

## Toponimia
El nombre del lugar en ruso es Semiónovka (en ruso: Семёновка).

## Geografía
Seménivka se ubica a orillas del río Revna, unos 50 km al noroeste de Nóvgorod-Síverski.

### Clima
La zona tiene un clima continental templado, formado principalmente por masas de aire del Atlántico. Es una de las zonas más húmedas de Ucrania, con una media de precipitaciones anuales de 56 cm.
| Parámetros climáticos promedio de Seménivka (1981-2010) | Parámetros climáticos promedio de Seménivka (1981-2010) | Parámetros climáticos promedio de Seménivka (1981-2010) | Parámetros climáticos promedio de Seménivka (1981-2010) | Parámetros climáticos promedio de Seménivka (1981-2010) | Parámetros climáticos promedio de Seménivka (1981-2010) | Parámetros climáticos promedio de Seménivka (1981-2010) | Parámetros climáticos promedio de Seménivka (1981-2010) | Parámetros climáticos promedio de Seménivka (1981-2010) | Parámetros climáticos promedio de Seménivka (1981-2010) | Parámetros climáticos promedio de Seménivka (1981-2010) | Parámetros climáticos promedio de Seménivka (1981-2010) | Parámetros climáticos promedio de Seménivka (1981-2010) | Parámetros climáticos promedio de Seménivka (1981-2010) |
| Mes                                                     | Ene.                                                    | Feb.                                                    | Mar.                                                    | Abr.                                                    | May.                                                    | Jun.                                                    | Jul.                                                    | Ago.                                                    | Sep.                                                    | Oct.                                                    | Nov.                                                    | Dic.                                                    | Anual                                                   |
| ------------------------------------------------------- | ------------------------------------------------------- | ------------------------------------------------------- | ------------------------------------------------------- | ------------------------------------------------------- | ------------------------------------------------------- | ------------------------------------------------------- | ------------------------------------------------------- | ------------------------------------------------------- | ------------------------------------------------------- | ------------------------------------------------------- | ------------------------------------------------------- | ------------------------------------------------------- | ------------------------------------------------------- |
| Temp. máx. media (°C)                                   | -2.5                                                    | -1.9                                                    | 3.9                                                     | 13.1                                                    | 20.2                                                    | 23.3                                                    | 25.5                                                    | 24.6                                                    | 18.2                                                    | 11.0                                                    | 2.8                                                     | -1.5                                                    | 11.4                                                    |
| Temp. media (°C)                                        | -5.2                                                    | -5.2                                                    | -0.1                                                    | 7.7                                                     | 14.0                                                    | 17.3                                                    | 19.2                                                    | 18.0                                                    | 12.5                                                    | 6.6                                                     | 0.5                                                     | -4.0                                                    | 6.8                                                     |
| Temp. mín. media (°C)                                   | -8.0                                                    | -8.4                                                    | -3.8                                                    | 2.8                                                     | 8.0                                                     | 11.6                                                    | 13.4                                                    | 12.2                                                    | 7.7                                                     | 2.9                                                     | -2.2                                                    | -6.5                                                    | 2.5                                                     |
| Precipitación total (mm)                                | 39.6                                                    | 38.8                                                    | 34.0                                                    | 39.1                                                    | 56.5                                                    | 74.1                                                    | 84.3                                                    | 63.4                                                    | 66.6                                                    | 51.5                                                    | 50.2                                                    | 44.5                                                    | 642.6                                                   |
| Días de precipitaciones (≥ 1.0 mm)                      | 10.1                                                    | 9.6                                                     | 9.0                                                     | 7.5                                                     | 8.7                                                     | 10.2                                                    | 10.2                                                    | 7.8                                                     | 9.0                                                     | 8.6                                                     | 9.6                                                     | 9.8                                                     | 110.1                                                   |
| Humedad relativa (%)                                    | 85.7                                                    | 83.2                                                    | 78.5                                                    | 71.0                                                    | 68.7                                                    | 73.5                                                    | 74.6                                                    | 74.1                                                    | 79.1                                                    | 82.9                                                    | 87.7                                                    | 84.5                                                    | 78.6                                                    |
| Fuente: World Meteorological Organization               |                                                         |                                                         |                                                         |                                                         |                                                         |                                                         |                                                         |                                                         |                                                         |                                                         |                                                         |                                                         |                                                         |

## Historia
La localidad fue fundada en 1680 como un asentamiento cosaco por Semén Samoilóvych, coronel del regimiento de Starodub, siendo su propiedad y de sus descendientes hasta 1861. Desde entonces y durante un siglo formó parte de la sotnia de Starodub. En 1802 quedó integrado en el uyezd de Novozíbkov de la gobernación de Chernígov; desde finales del siglo XVIII, Seménivka era capital de su propia vólost, y en 1808 adoptó el estatus de miasteczko. Debido a la ventajosa ubicación fronteriza y al buen talento en las familias de Semenivka, la ciudad aumentó rápidamente en población y finalmente se convirtió en el centro de la parroquia que incluía los pueblos circundantes.
En 1924, la Unión Soviética le dio el estatus de asentamiento de tipo urbano. Perteneció al raión de Novozýbkov de la óblast de Gómel de la RSFS de Rusia hasta 1926, cuando pasó a formar parte de la RSS de Ucrania, que en 1932 le dio el estatus de capital distrital y en 1958 el de ciudad de importancia distrital.
Hasta el 18 de julio de 2020, Seménivka fue centro del raión de Seménivka. El raión se abolió en julio de 2020 como parte de la reforma administrativa de Ucrania, que redujo el número de raiones del óblast de Chernígov a cinco. El área del raión se integró en el raión de Nóvgorod-Síverski.
Durante la invasión rusa de Ucrania, las fuerzas rusas tomaron el control de la ciudad pero las fuerzas ucranianas recuperaron el control de Semenivka tras la retirada de las tropas rusas del norte de Ucrania en abril de 2022. En 2023, la casa consistorial de la ciudad fue parcialmente destruida en un bombardeo ruso.

## Economía
En la zona funcionan la empresa forestal estatal Seménivka, una empresa local privada y varios aserraderos privados.

## Demografía
La evolución de la población de Seménivka entre 1923 y 2022 fue la siguiente:
| 16 347                                                        | 16 934 | 7465 | 10 287 | 10 253 | 10 281 | 10 508 | 9656 | 8450 | 8476 | 7792 |
| (Fuente: Cities & Towns of Ukraine y UKRAINE: Größere Städte) |        |      |        |        |        |        |      |      |      |      |

Según el censo de 2001, el 93,82% de la población son ucranianos, el 5,38% son rusos y el resto de minorías son principalmente bielorrusos (0,4%). En cuanto al idioma, la lengua materna de la mayoría de los habitantes, el 78,8%, es el ucraniano; del 20,88% es el ruso.

## Infraestructura

### Transporte
Seménivka está sobre la carretera R65 que lleva a Starodub.

## Personas destacadas
- Vitali Primakov (1897-1937): general del Ejército Rojo que luchó en la guerra civil rusa y mandó a los Cosacos Rojos.
- Lev Kerbel (1917-2003): escultor, pedagogo y profesor soviético ruso que fue vicepresidente de la Academia de Artes de la URSS (1988 -2003).
- Vasili Senkó (1921-1984): aviador y navegante militar soviético  que combatió en la Segunda Guerra Mundial en la Fuerza Aérea Soviética.

## Galería

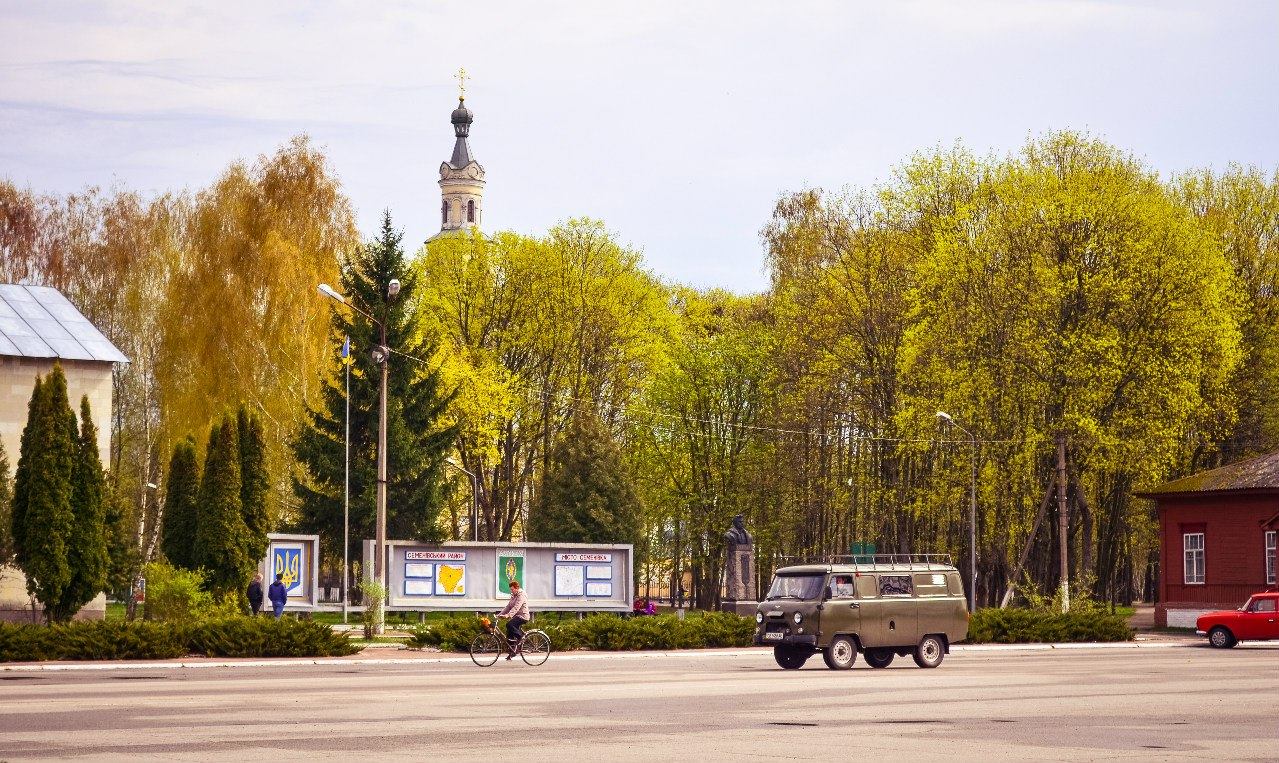
Calle principal
Iglesia de Nuestra Señora de Kazán
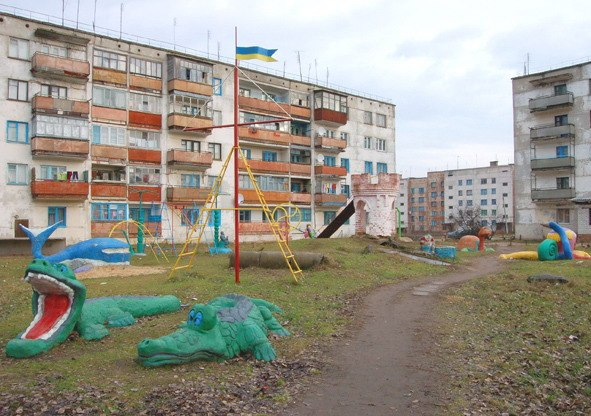
Bloques de pisos
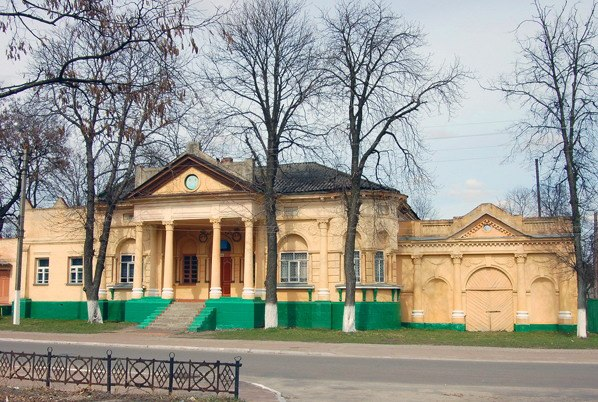
Casa de la Creatividad Infantil